# 戻れない明日
「戻れない明日」（もどれないあした）は、日本のシンガーソングライター・aikoが2010年2月3日にポニーキャニオンよりリリースした26作目のシングル。

## 概要
- 前作から1年ぶりのリリース。
- 初回限定盤のみカラートレイ仕様。
- 「戻れない明日」は日本テレビ系水曜ドラマ「曲げられない女」の主題歌、「あの子の夢」（アルバム『BABY』収録）はNHK朝の連続テレビ小説「ウェルかめ」の主題歌と1クールに2本の連続ドラマの主題歌を担当することは異例である。
- 前作に続き、2度目となるオリコン週間シングルチャート1位を獲得した。

## 収録曲
1. 戻れない明日
（作詞・作曲：aiko、編曲：島田昌典）
日本テレビ系水曜ドラマ「曲げられない女」主題歌。
タイアップを巡っては同ドラマの主演を務める菅野美穂とaikoが同年代であることから主題歌が決定した。
2. Do you think about me?
（作詞・作曲：aiko、編曲：島田昌典）
aikoがインディーズ時代に発売した「astral box」に収録されている曲「DO YOU THINK ABOUT ME?」をリアレンジしたもの。
3. キスが巡る
（作詞・作曲：aiko、編曲：島田昌典）
4. 戻れない明日（instrumental）

## 収録アルバム
- BABY（#1）